# Villa Fliederhof

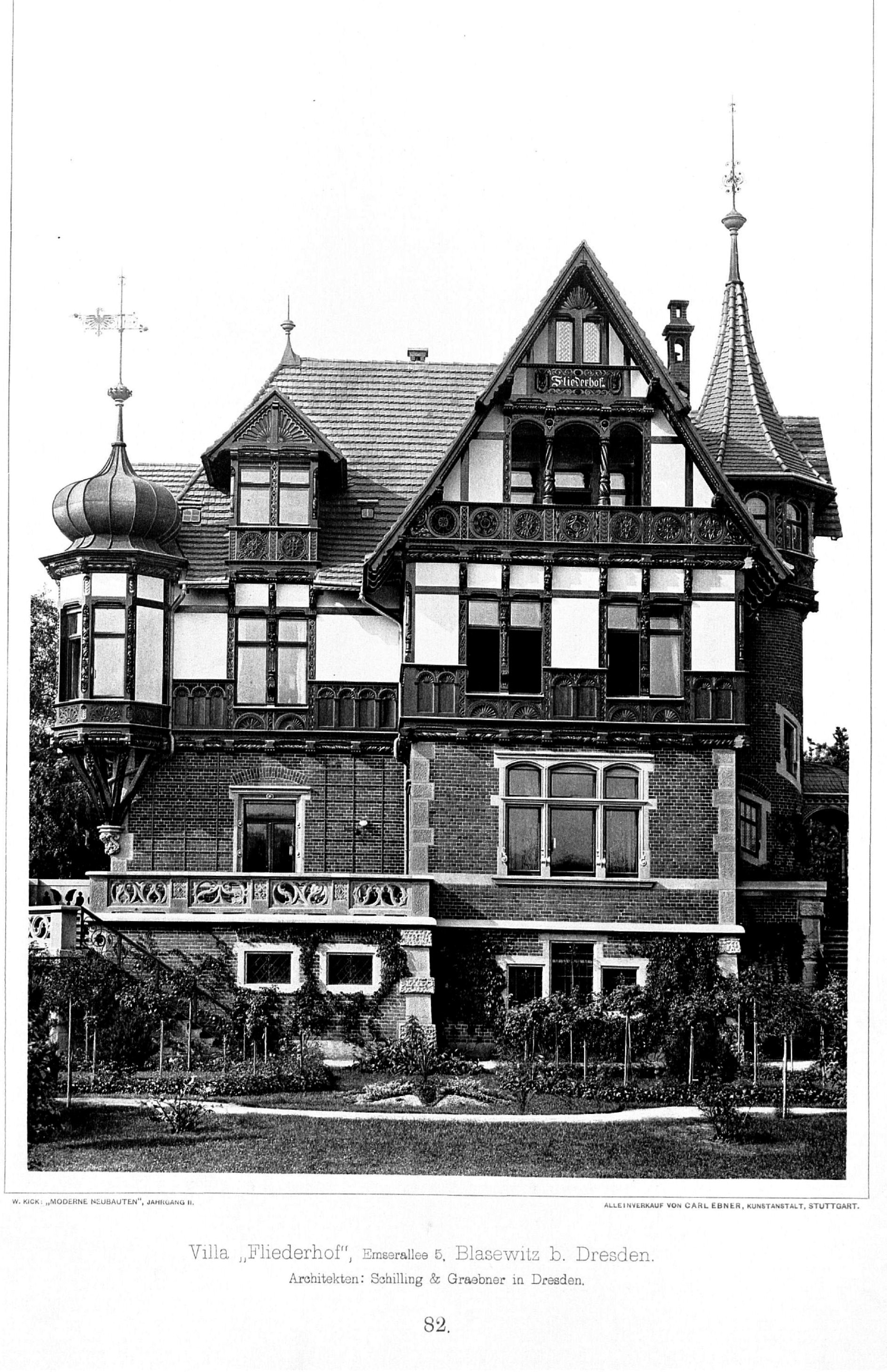
Villa Fliederhof

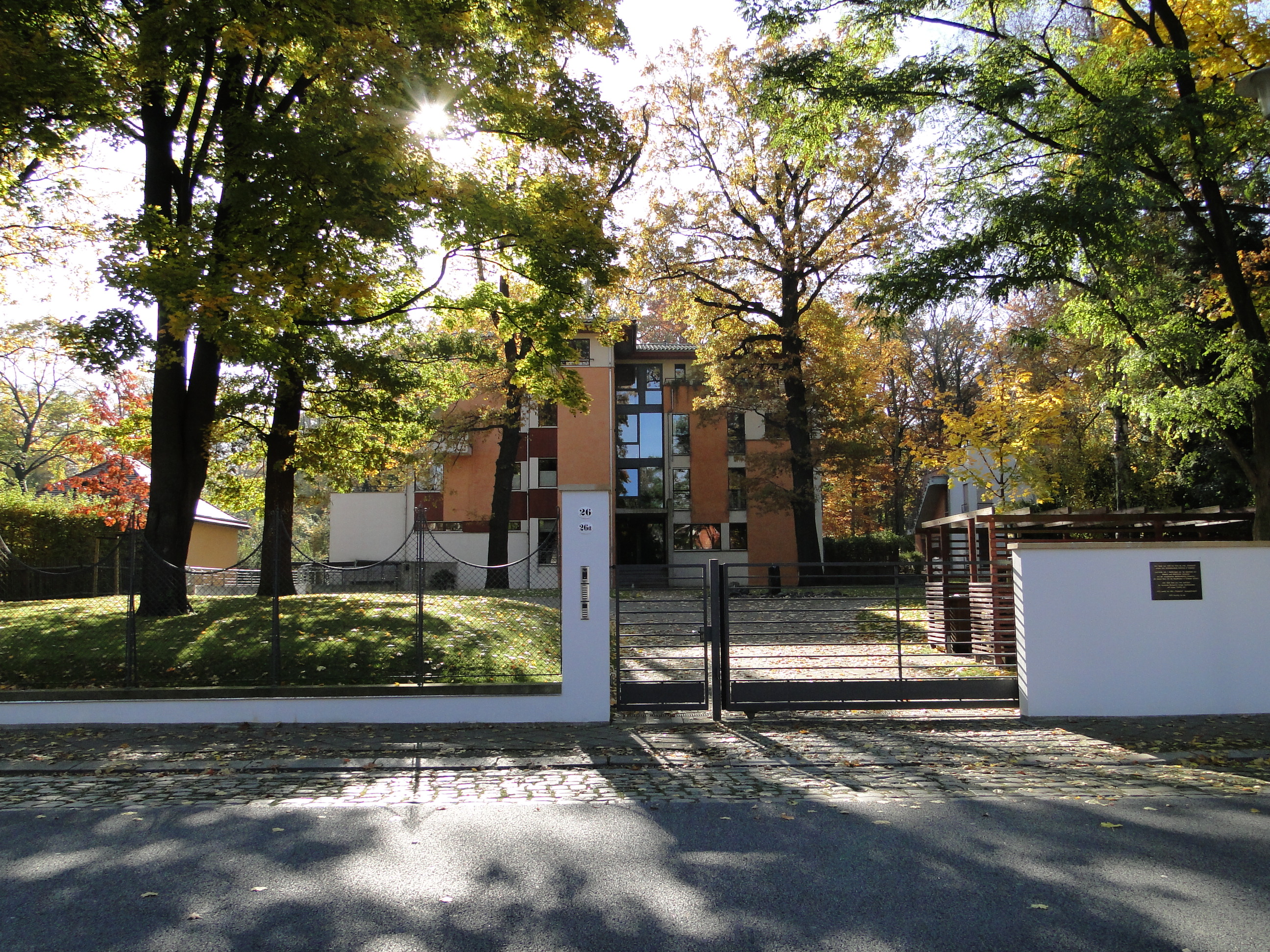
Grundstück Goetheallee 26 im Jahr 2010

Die Villa Fliederhof war ein großbürgerliches Wohnhaus in Dresden-Blasewitz, Goetheallee 26. Sie wurde 1893 erbaut und 1979 durch einen Brand zerstört.

## Geschichte
Die Villa wurde 1892–1893 nach Entwürfen der Dresdner Architekten Schilling & Graebner für den Schauspieler und Mitbegründer des Deutschen Theaters Berlin Sigward Johannes Friedmann erbaut. 1905 erwarb der deutsch-amerikanische Buchhändler Salomon Zickel (1829–1916), ein mehrfacher Millionär, die Villa Fliederhof als Alterssitz und bewohnte sie bis zu seinem Tode. Nach dem Ersten Weltkrieg wurde die Villa an Wilhelm und Wilhelmine Schuncke verkauft. Die Familie Schuncke war seit der Zeit des Barock eine der führenden Musikerfamilien und hat über mehrere Generationen zahlreiche, auch europaweit wirkende Orchestermusiker und Solisten hervorgebracht. Unter ihrer Führung entwickelte sich die Villa Fliederhof nach 1918 „zu einem Zentrum der europäischen Musikpflege“.
Im Jahr 1924 kam Sergej Rachmaninow auf Einladung der Familie Schuncke erstmals als Gast in die Villa Fliederhof. In den folgenden Jahren hielt er sich im Sommer regelmäßig mit seiner Familie in der Villa auf und bereitete seine Winterkonzerte vor. Er veranstaltete hier auch die Hochzeit seiner Tochter Irina mit dem russischen Fürsten Pjotr Wolkonski.
Im Jahr 1958 wurde in der Villa Fliederhof die Grafikwerkstatt Dresden gegründet. Die Familie Schuncke als Eigentümer der Villa lebte nach Ende des Zweiten Weltkriegs in der BRD. Da sie davon ausgingen, ihr Eigentum in der DDR nicht wiederzuerhalten, wollten sie die Villa 1970 der Dresdner Musikhochschule stiften. Da die Schenkung politisch nicht gewollt war, musste die Familie stattdessen 1975 dem Arzt Dr. Flach die Villa für einen niedrigen Preis übereignen. Der in Dresden verbliebene Teil der Familie Schuncke siedelte anschließend ebenfalls nach Westdeutschland über, ein paar Gegenstände aus der hochwertigen Einrichtung konnte als Andenken dank eines Gutachtens des befreundeten Max Seydewitz, vormaliger Generaldirektor der Staatlichen Kunstsammlungen Dresden, als „wertlos für den Besitz des Volkes“ ebenfalls mitgenommen werden. Nach einem Familiendrama brannte das Haus 1979 aus, wobei die Eheleute Flach und ihr 13-jähriger Sohn umkamen. Die 17-jährige Tochter und ihr drei Jahre älterer Bruder überlebten schwer verletzt. Von Richard Strauss mit persönlicher Widmung versehene Partituren, die der ebenfalls im Haus wohnenden Sängerin Senta Kutzschbach gehörten, verbrannten ebenso wie die restliche Einrichtung.
Die Ruine der Villa wurde abgebrochen und das Grundstück vom Bistum Dresden-Meißen erworben. Nach der Wende wurde das Grundstück wiederum veräußert und mit zwei Stadtvillen bebaut.

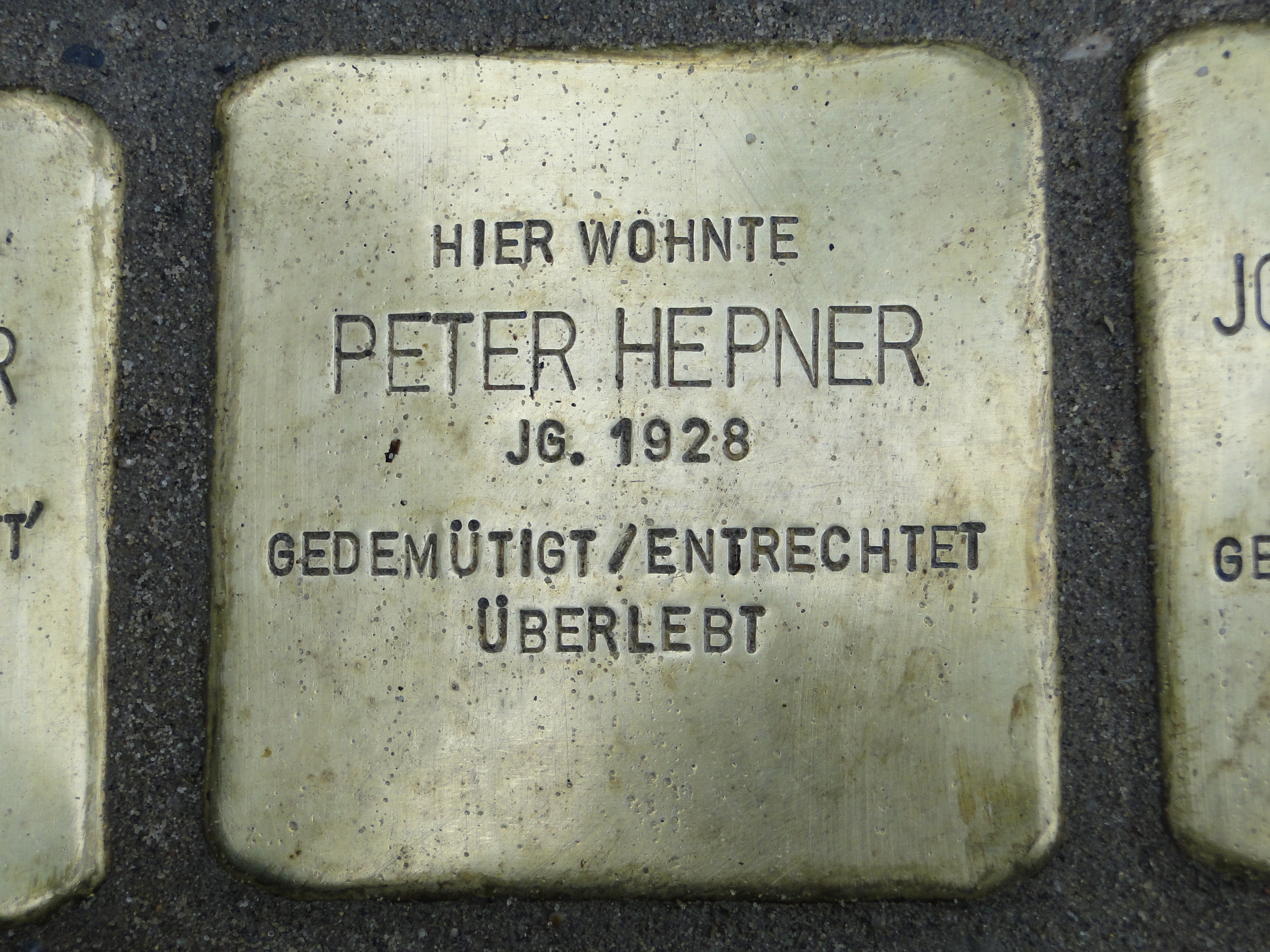
Stolperstein für Peter Hepner vor der Villa

2014 wurden vor der Villa zwei Stolpersteine vor dem einstigen Fliederhof verlegt. Diese erinnern an die jüdische Familie Hepner, die Familie Schuncke in ihr Haus aufgenommen hatte. Nach dem Krieg verließ die Familie Dresden, ihr Verbleib ist ungewiss.
Seit dem 9. Mai 2010 erinnert eine Gedenktafel am Grundstück an das Schicksal des Gebäudes und die Besitzer und Gäste der Villa. Die Tafel wurde gestohlen und 2021 erneut angebracht.

## Baubeschreibung
Das Bauwerk im Stil des Historismus hatte eine asymmetrische Fassadengestaltung und eine komplexe Dachlandschaft aus sich durchdringenden Sattel- und Walmdächern mit verschiedenförmigen Turmhauben. Die oberen Geschosse waren in Fachwerkbauweise errichtet.